# Balut (cuisine)
Pour les articles homonymes, voir Balut.

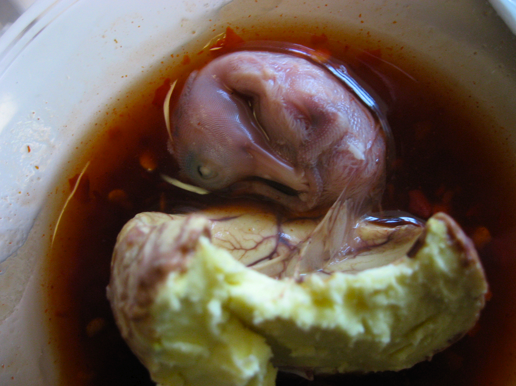
Balut servi avec de la sauce piquante et du vinaigre.

Le balut (Hột vịt lộn en vietnamien) est une spécialité culinaire originaire d'Asie et plus particulièrement des Philippines, du Cambodge (ពងទាកូន) et du Viêt Nam. Il s'agit d'un œuf de cane, de poule, voire de caille, cuit à la vapeur. L'œuf est incubé et le fœtus est déjà formé. C'est généralement un embryon de poulet ou de canard.
Il est particulièrement connu comme aphrodisiaque, un amuse-gueule copieux et très protéiné. Le plus souvent, les baluts sont servis accompagnés avec de la bière.
Il est possible de les assaisonner avec une pincée de sel bien que certains les préfèrent avec du piment et du vinaigre. On les apprécie pour leur saveur et leur texture. Le bouillon qui entoure l'embryon est bu à petites gorgées avant que la coquille ne soit entièrement pelée. Le jaune et le caneton peuvent alors être mangés, le blanc, caoutchouteux, étant souvent délaissé.
Bien que le balut soit une spécialité appréciée dans plusieurs pays d’Asie, particulièrement au Vietnam, il fait aussi l’objet de critiques, notamment en raison de son mode de préparation impliquant la consommation d’un embryon à un stade avancé de développement. Au Vietnam, cette pratique culinaire est défendue comme un héritage culturel.